# Blowing Point
Blowing Point est un district d'Anguilla. Sa population selon le recensement de 2011 était de 870 habitants.

## Démographie
Évolution de la population, :
| 1974 | 1984 | 1992 | 2001 | 2011 |
| ---- | ---- | ---- | ---- | ---- |
| 501  | 463  | 802  | 779  | 870  |

## Transport

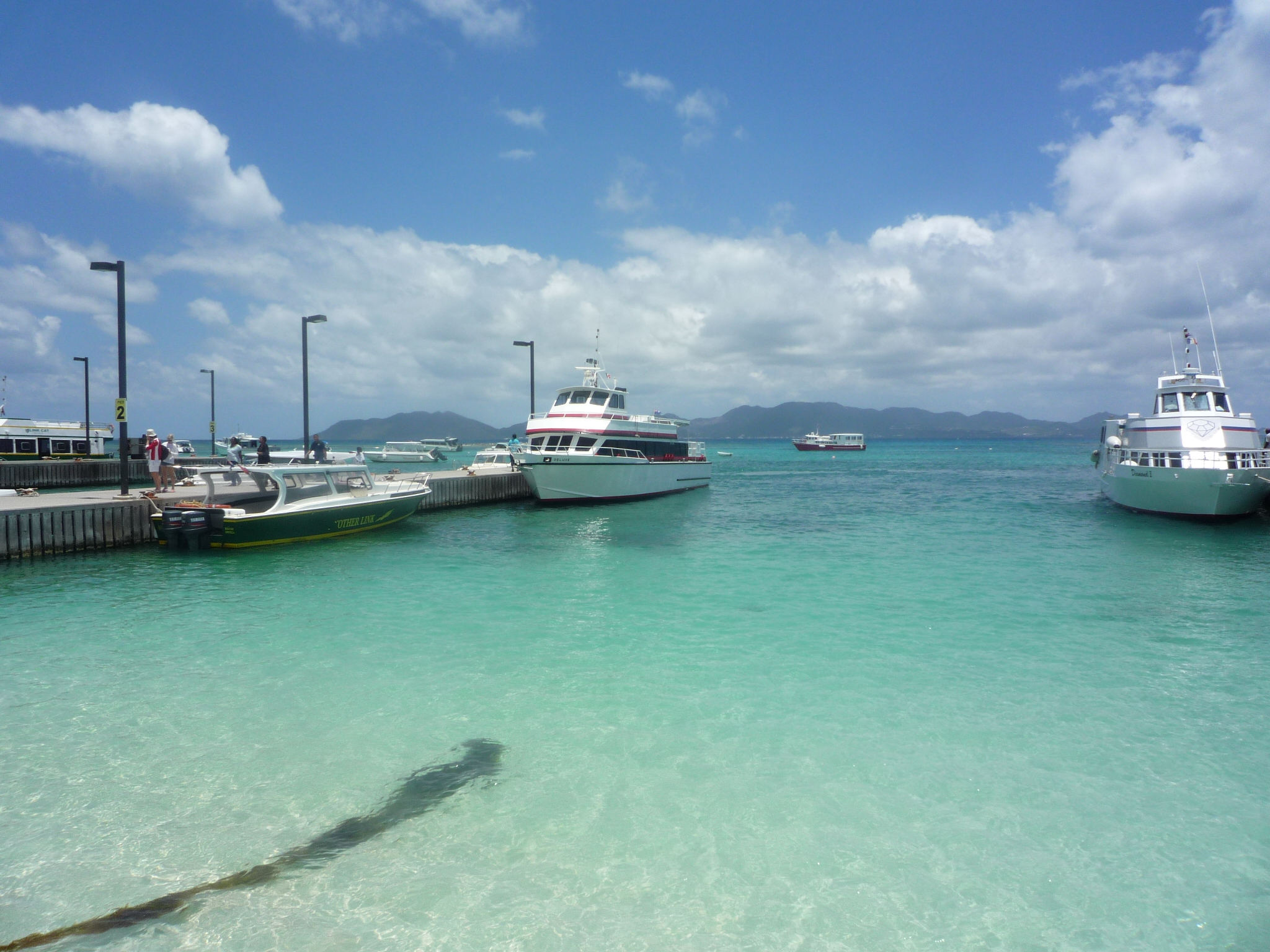
Terminal du ferry à Blowing Point

### Terminal du ferry
Des liaisons régulières par ferries sont assurées entre Saint-Martin et Anguilla. La traversée dure 20 minutes de Marigot à Blowing Point. Le service commence à partir de 7h00. Il y a aussi un service d'affrètement de Blowing Point à l'aéroport international Princess Juliana afin de faciliter les voyages. Cette liaison est la méthode la plus communément utilisée en matière de transport entre Anguilla et Saint-Martin ou Sint Maarten.

## Personnalités
- Hasani Hennis (1997-), coureur cycliste anguillais, né à Blowing Point.